# 飯野村 (熊本県)
飯野村（いいのむら）は、熊本県の中部、上益城郡にかつてあった村である。

## 歴史
- 1889年4月1日 - 町村制が施行。砥川村、小池村、赤井村、島田村が合併して発足。
- 1954年4月1日 - 木山町、広安村、福田村、津森村と合併し益城町となる。

## 学校
- 飯野村立飯野小学校（現在の益城町立飯野小学校）